# Adossa
Fête des couteaux

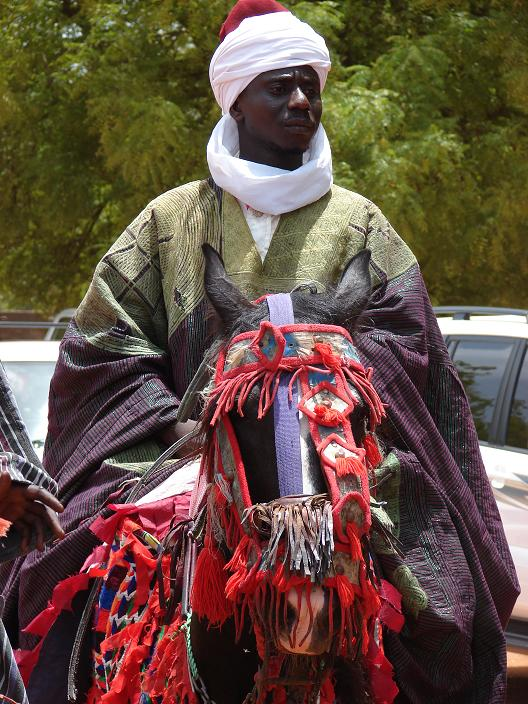
Cavalier durant la fête d'Adossa.

Adossa (ou Adossa-Mahouloudou ; fête des couteaux) est une fête traditionnelle de l'ethnie Tem (Kotokoli), célébrée à Sokodé, au Togo, depuis des temps anciens

## Histoire
L'origine de cette fête pourrait se trouver dans un carnaval célébré également au Mali (du moins une fête similaire y existe) ; Adossa trouve son origine plus au Nord. Il s'agit d'une fête païenne que les Tem ont intégrée par la suite à l'islam. Elle était connue autrefois comme la fête du zongo de Dédaouré.
En 2015, la fête d'Adossa est célébrée en même temps que la fête de Gadao, mais cela génère des divisions pour des raisons notamment religieuses.

## Symbolisme
Les Tem associent cette fête à l’anniversaire de la naissance du prophète de l'Islam, qui se déroule au cours du 3è mois de l’année lunaire Islamique « GAANI » qui signifie en Tem, mois de réjouissance, déterminé par le calendrier musulman. Le nom « Adossa-Mahouloudou » y fait par ailleurs référence.

## Déroulement
Adossa attire des membres de l'ethnie Tem depuis d'autres régions du Togo et d'autres pays (Ghana, Accra) ; des cars sont spécialement affrétés depuis la capitale togolaise Lomé pour permettre d'y assister. En effet, la fête d'Adossa tient aussi lieu de rassemblement annuel pour les membres dispersés de l'ethnie Tem.
Les célébrations durent 4 jours et sont marquées par un certain syncrétisme, mettant en valeur une « manifestation violente de la puissance kotokoli ».
La fête débute par une prière à la mosquée, suivie d'une réunion des jeunes hommes devant la maison du chef musulman, le mal'uru. Le reste de la journée est marqué par des danses, au cours desquelles les danseurs manient des couteaux ou autres lames aiguisées, et se tailladent le torse, le ventre et les bras sans faire couler de sang.